# Thomas Picton
Thomas Picton G.C.B. (ur. 1758, zm. 18 czerwca 1815 w Waterloo) – oficer British Army pochodzący z Walii. Brał udział w wielu kampaniach po stronie Wielkiej Brytanii, dosługując się stopnia generała broni ((ang.) Lieutenant general). Według historyka Alessandra Barbery Pictona „respektowano za odwagę i bano się za porywczy charakter”. Odznaczył się w służbie u księcia Wellingtona podczas wojen w Hiszpanii i Portugalii oraz pod Waterloo, gdzie został śmiertelnie ranny, kiedy jego dywizja zatrzymała natarcie hrabiego d’Erlona.